# Pseuderanthemum polyanthum
Pseuderanthemum polyanthum är en akantusväxtart som först beskrevs av C. B. Cl., och fick sitt nu gällande namn av Merrill. Pseuderanthemum polyanthum ingår i släktet Pseuderanthemum och familjen akantusväxter. Inga underarter finns listade i Catalogue of Life.